# Gallinago delicata
Narceja-de-wilson, narceja-neártica ou narceja-americana (Gallinago delicata) é uma espécie de ave caradriiforme, da família dos escolopacídeos e nativa da América do Sul.
O número de aves desta espécie foi significativamente reduzido no final do século XIX devido à caça e destruição de seu habitat. Entretanto, esta espécie é frequentemente encontrada e é classificada como Pouco preocupante (quanto ao risco de ser extinta) pela IUCN.